# نهر البت
البت نهر قديم كان يسقي أراضي العيث، الواقعة في محافظة ديالى غربي مجرى نهر العظيم الحالي. والبت اسم منطقة تقابل نهر روذان الحالي من الجهة الغربية في منطقة العظيم.

## التسمية
البت كلمة فارسية معناها الواحد، أي النهر المنفرد.

## قرية البت
البت كانت قديماً تعد من قرى الموصل ليس بينها وبين الكوفة إلا نهر حولايا، وقال راذان. وقال ياقوت الحموي: البَتّ: بالفتح ثم التشديد، قرية كالمدينة كانت من أعمال بغداد (اليوم تتبع محافظة ديالى)، وتقع بالقرب من راذان، وكان أهلها قد تظلموا قديماً إلى الوزير محمد بن عبد الملك الزيات من آفة لحقتهم، فولى عليهم رجلاً ضعيف البصر، فقال شاعر منهم:
وإليها ينسب ابو الحسن أحمد بن علي الكاتب البتي، وهو أديب كيِّس له نوادر حسنة مات سنة (405 ه‍)، وكان قد كتب عند القادر بالله. وقال ابن عبد الحق في كتابه مراصد الإطلاع: ان البت تقع بالقرب من راذان على فم نهره. وقد هاجر السكان منها إلى جنوب بغداد وزرعوا الموقع المعروف باسمهم حتى الآن بالبتاوين نسبة إلى نهر البت وهو الموقع الذي كان إلى عهد قريب يدعى بستان الخس.

## نهر البت
هو نهر قديم كان يروي الأراضي الواقعة غربي مجرى نهر العظيم الحالي. وكان يأخذ ماؤه من الضفة اليمنى لنهر العظيم، بعد بناء سد العظيم، الذي يعد من أهم مشاريع الري القديمة في العراق. وكان يمتد بموازاة العظيم حتى ينتهي إلى الضفة اليسرى لنهر النهروان، وكانت أمام مصبه قنطرة تؤمن العبور على مجرى النهروان في ذلك المكان. ويستدل من خرائب المدن والقرى الواقعة على نهر البت هذا، ان المنطقة كانت كثيرة السكان وكثيفة المزارع والبساتين. ان طبيعة الأراضي بالمنطقة المعروفة بالسيحة والعيث والتي تمتد مع بحيرة الشارع، تدل على ان مياه نهر العظيم الزائدة كانت تحوّل في موسم الفيضان تحول إلى بحيرة الشارع عن طريق نهر البت ووادي عيلة التي يصب في بحيرة الشارع عند حدها الجنوبي الشرقي. وكانت عدة أنهار تخرج من سد بند العظيم يوم كان عامراً لتسقي الأراضي الزراعية في الغرفة (اسم يطلق على بادية منبسطة، تمتد زهاء 70 كيلو متراً من بقايا النهروان المندرس الكائن بعد الخالص بمسافة 8 كيلو مترات، بداية سطوح جبال حمرين، ويحدها من الشرق نهر ديالى ومن الغرب مجرى نهر العظيم) في شرقه في الخالص، ونهر البت الذي يجري نحو الجنوب الغربي ليسقي أراضي العيث، وقد أصبحت أراضي الغرفة والعيث أراضي مقفرة بسبب خراب هذا السد في أواخر القرن السادس الهجري (الثاني عشر الميلادي)، وانقطاع المياه عن الأنهار التي كانت تسقيها.